# Meriola longitarsis
Espèce
Synonymes
- Trachelas longitarsis Simon, 1904

Meriola longitarsis est une espèce d'araignées aranéomorphes de la famille des Trachelidae.

## Distribution
Cette espèce se rencontre au Chili dans les régions de Coquimbo, de Valparaíso, du Maule, du Biobío, d'Araucanie, des Fleuves et de Magallanes et en Argentine dans les provinces de Neuquén, de Río Negro et de Chubut,.

## Description
La femelle holotype mesure 4 mm.
Le mâle décrit par Platnick et Ewing en 1995 mesure 5,51 mm et la femelle 4,23 mm.

## Systématique et taxinomie
Cette espèce a été décrite sous le protonyme Trachelas longitarsis par Simon en 1904. Elle est placée dans le genre Meriola par Platnick et Ewing en 1995.

## Publication originale
- Simon, 1904 : « Étude sur les arachnides du Chili recueillis en 1900, 1901 et 1902, par MM. C. Porter, Dr Delfin, Barcey Wilson et Edwards. » Annales de la Société entomologique de Belgique, vol. 48, p. 83-114 (texte intégral).